# Goderich (Sierra Leone)
Goderich – miasto w Sierra Leone, w Obszarze Zachodnim, stanowiące przedmieście Freetown, stolicy kraju. Według danych szacunkowych na rok 2004 liczy 19 209 mieszkańców.